# Messier 66
Messier 66 (M66 o NGC7099) és una galàxia espiral intermèdia visible a la constel·lació del Lleó. Va ser descoberta independentment per Charles Messier i Pierre Méchain en 1780. Juntament a la galàxia M65 i la galàxia NGC 3628 formen el grup de galàxies conegut com el Triplet del Lleó, sent de les tres galàxies la més lluminosa.
M66 es troba a una distància de 36 milions d'anys llum de la Terra i té un radi de prop de 48.000 anys llum. La seva magnitud aparent és 8,9 el que correspon a una magnitud absoluta de prop -21,3.
Es creu que M66 i NGC 3628 van interaccionar ara farà uns 800 milions d'anys, els resultats d'aquesta interacció gravitacional seria:
- Una densitat de matèria extremadament elevada al seu nucli,
- Una massa molecular elevada amb relació a la seva massa atòmica,
- Una regió HII que sembla haver desaparegut d'un dels seus braços espirals, pot ser degut a aquest fet que un dels seus braços és força més gran que els altres, i que el repartiment de la pols interestel·lar es presenta modificat. Aquesta és la causa que M66 estigui present a l'Atles de galàxies peculiars (Atlas of Peculiars galaxies).[10]

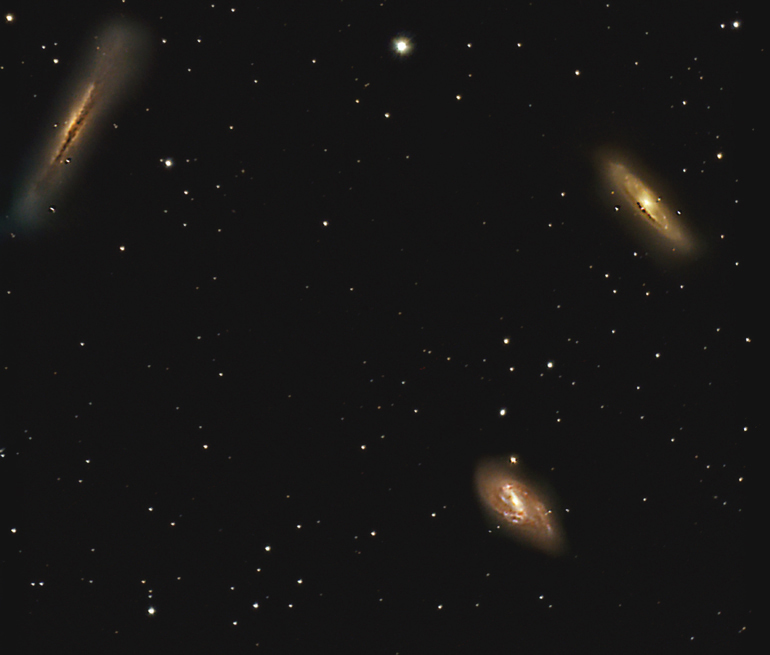
El Triplet del Lleó, amb M65 al marge dret, M66 a baix a l'esquerra, i NGC 3628 a dalt a l'esquerra. Crèdit: Scott Anttila.